# مؤشر الجهد السكري
مؤشر الجهد السكري هو رقم يستخدم لمعرفة تأثير بعض الأطعمة على نسبة السكر في الدم. الرقم يتراوح بين 50 – 100 حيث أن 100 تمثل المعيار وهو ما يعادل كمية مكافئة من سكر الجلوكوز. الكربوهيدرات التي تتكسر بسرعة أثناء عملية الهضم وتزود الجلوكوز للدم بشكل سريع لديها مؤشر جلايسيمي مرتفع أما الكربوهيدرات التي تتحلل ببطء وتزود الجلوكوز بشكل تدريجي للدم تسمى كربوهيدرات ذات مؤشر جلايسيمي منخفض.
مؤشر الجهد السكري يمثل الارتفاع الكلي لسكر الدم لشخص ما بعد تناول الطعام وقد يمثل أو لا يمثل سرعة الارتفاع في سكر الدم. وعن مدى انحدار الارتفاع فهو يتأثر بعدة عوامل منها كمية الدهون في الطعام المستهلك. المؤشر أيضاً يستخدم لفهم كيفية تحليل النشويات الكربوهيدرات من دون الالياف في الطعام. وعلى الرغم من احتواء الطعام على الدهون والمواد الأخرى التي تساهم في ارتفاع نسبة السكر في الدم فهي لا تنعكس على المؤشر.
يطبق مؤشر الجهد السكري على سياق كمية الطعام وعلى كمية النشويات الكربوهيدرات في الطعام المستهلك، ولإعطاء صورة أوضح نستخدم مقياس ذا صلة بالمؤشر وهو الحمل السكري، ويمثل بـ (مؤشر الجهد السكري للطعام x كمية النشويات في الحصة الواحدة). نجد أن مؤشر الجهد السكري مرتفع في البطيخ لكن حمله السكري منخفض، وعلى النقيض فنجد أن لدى سكر الفاكهة الفركتوز مؤشر جهد سكري منخفض لكن حمله السكري مرتفع إذا استهلك بكميات كبيرة.
تتوافر جداول مؤشر الجهد السكري مع الأطعمة وقد تحتوي بعضها على حجم الحصة والحمل السكري للطعام للحصة.
لمؤشر الجهد السكري بعض التحديدات العملية فهو لا يقيس إنتاج الانسولين عند ارتفاع نسبة السكر في الدم، ونتيجة لذلك فيمكن لصنفان من الأطعمة لهما نفس مؤشر الجهد السكري ولكن تختلف كميات إنتاج الانسولين الذي ينتجها الجسم، وبالمثل فصنفان من الأطعمة لهما نفس الحمل السكري ولكن يسببان استجابات مختلفة من الانسولين. بالإضافة إلى ذلك، فإن تعريف كل من مؤشر الجهد السكري والحمل السكري مرتبط بكمية النشويات في الغذاء. على سبيل المثال عند تناول شريحة من اللحم فهي لا تحتوي على النشويات ولكن تزود بنسب عالية من البروتينات، ويمكن تحويل ما يصل إلى 50 % من البروتينيات إلى جلوكوز عندما يكون معها استهلاك قليل من النشويات. ولكن لا يوجد مؤشر الجهد السكري لشريحة اللحم لأنها لا تحتوي على النشويات. مؤشر الانسولين قد يكون أكثر فائدة بالنسبة لبعض المقارانات الغذائية. ]]

## الدقة
الرسوم البيانية التي تمثل مؤشر الجهد السكري غالباً ما تعطي قيمة واحدة فقط للغذاء، لكن الاختلافات ممكنة بسبب التنوع في النضوج؛ فالفاكهة الناضجة تحتوي على سكريات أكثر مما يؤدي إلى ارتفاع مؤشر الجهد السكري، وطرق الطهي مثل اكثار الطهي وزيادة الطهي؛ فهيكلية الطعام الخلوية تتحلل وتنهضم أسرع فيرتفع مؤشر الجهد السكري أكثر، ومعالجة الطعام فعلى سبيل المثال مؤشر الجهد السكري للطحين أعلى من الحبوب الكاملة ومدة التخزين أيضا من الاختلافات. وكمثال ملحوظ لمؤشر الجهد السكري للبطاطس فيتراوح ما بين معتدل إلى مرتفع جدا وإن كانت من نفس الصنف .

تختلف استجابة نسبة السكر في الدم من فرد لآخر، وأيضا لنفس الفرد من يوم إلى آخر، وذلك اعتماداً على نسبة السكر في الدم، ومقاومة الانسولين، وعوامل أخرى.

معظم القيم على مؤشر الجهد السكري لا تظهر تأثير مستوى نسبة السكر في الدم بعد ساعتين. بعض المصابين بالسكري قد يكون لديهم مستوى مرتفع بعد أربع ساعات.

## تحديد مؤشر الجهد السكري للغذاء
الأطعمة التي تحتوي على الكربوهيدرات التي تتحلل بسرعة خلال عملية الهضم وتفرز الجلوكوز سريعا إلى مجرى الدم تميل إلى أن مؤشر الجهد السكري لها مرتفع، أما الأطعمة التي تحتوي على الكربوهيدرات التي تتحلل ببطء وتفرز الجلوكوز بالتدريج إلى مجرى الدم تتجه إلى أن مؤشر الجهد السكري لها منخفض. وقد تم تطوير هذا المفهوم من قبل الدكتور ديفيد ج. جنكيز وزملاؤه 1980-1981 في جامعة تورنتو في بحثهم لمعرفة ما هو أفضل غذاء لمرضى السكري. انخفاض مؤشر الجهد السكري يشير إلى معدلات هضم وامتصاص أقل لكربوهيدرات الطعام، ومن الممكن أن تدل على استخراج أكبر من الكبد والمحيط خارجي لمنتجات هضم الكربوهيدرات، استجابة أقل للسكر في الدم عادة ما تؤدي إلى انخفاض في الحاجة إلى الانسولين لكن ليس بشكل دائم، ومن الممكن أن يحسن تنظيم نسبة السكر في الدم على المدى الطويل وعلى نسبة الدهون في الدم، مؤشر الانسولين مفيد أيضاً لتوفير مقياس مباشر لاستجابة الانسولين للأطعمة.
يتم تعريف مؤشر الجهد السكري للغذاء على أنه المنطقة الإضافية تحت منحنى الساعتين للاستجابة للسكر في الدم(المساحة تحت المنحنى ) بعد 12 ساعة من تناول طعام فيه كمية معينة من الكربوهيدرات المتاحة ( عادة 50 غم). وتقسم المساحة تحت المنحنى لاختبار الغذاءAUC بالمعايير إلى جلوكوز أو خبز أبيض ولكل تعريف مختلف مضروباً بـ 100. يحسب متوسط قيمة مؤشر الجهد السكري من المعلومات التي جمعت في عشر أشخاص، يجب أن يحتوي المعيار واختبار الغذاء على كمية متساوية من الكربوهيدرات المتاحة، النتيجة تعطي ترتيب نسبي لكل مادة غذائية تم اختبارها.
الوسيلة الحالية للتحقق تستخدم الجلوكوز كمرجع الغذاء، معطياً إياه مؤشر الجهد السكري 100 بحسب التعريف. ولهذه الوسيلة مزايا فهي تعتبرعالمية وتنتج قيم قصوى لمؤشر الجهد السكري تقدر بـ 100. الخبز الأبيض يمكن أن يستخدم كمرجع الغذاء معطياً مجموعة مختلفة من قيم مؤشر الجهد السكري (الخبز الأبيض = 100 فإذاً الجلوكوز يقدر بـ 140). بالنسبة للأشخاص الذين يُعد مصدرهم الأساسي للكربوهيدرات هو الخبز الأبيض فهذا له ميزة نقل مباشر سواء استبدال الأغذية الأساسية بأغذية مختلفة سينتج عنه استجابة سريعة أو بطيئة لنسبة السكر في الدم، أما مساوئ هذا النظام فيكون بأن مرجع الغذاء غير معرف بشكل جيد.(بحاجة إلى مصدر)

## التصنيف
يمكن تفسير قيم مؤشر الجهد السكري بشكل حدسي كنسب مئوية على المقياس المطلق وتفسر عادة على النحو التالي:
| التصنيف    | مجال مؤشر الجهد السكري | أمثلة |
| ---------- | ---------------------- | --- |
| مؤشر منخفض | 55 أو أقل              | الفركتوز(سكر الفاكهة)؛ الفاصولياء (الأبيض، الأسود، الوردي، الكلى، العدس، فول الصويا، اللوز، الفول السوداني، الجوز، الحمص)؛ البذور الصغيرة (دوار الشمس، الكتان، اليقطين، الخشخاش، السمسم، القنب)؛ معظم الحبوب الكاملة السليمة (القمح الصلب، الحنطة، KAMUT WHeet*، الدخن، الشوفان، الجاودار، الأرز، الشعير)؛ معظم الخضراوات، معظم الفواكه الحلوة الطعم (الخوخ، الفراولة، المانجو)؛ التاغتوز؛ الفطر؛ الفلفل |
| مؤشر معتدل | 56-69                  | السكر الأبيض أو السكروز، حبوب القمح الكاملة أوالدقيق المعزز، الخبز العربي، أرز بسمتي، البطاطس المسلوقة غير المقشرة، عصير العنب، الزبيب، الاجاص المجفف، خبز الأرز، عصير التوت البري، المثلجات العادية، الموز. |
| مؤشر مرتفع | 70 فأكثر               | الجلوكوز (سكر العنب، عصير العنب، الخبز الأبيض( سويداء القمح فقط، معظم الأرز الأبيض (سويداء الأرز فقط)،رقائق الذرة، حبوب الإفطارالمبثوقة، المالتوز، حبوب الإفطار المبثوقة، المالتوديكسترين، البطاطا الحلوة، البطاطا البيضاء، البسكويت المملح، نوع من الكعك "البيقل". |

مؤشر الجهد السكري المنخفض سوف يفرز الجلوكوز ببطء وبثبات، مما يؤدي إلى قراءات مناسبة لنسبة السكر في الدم بعد تناول الطعام. مؤشر الجهد السكري المرتفع يسبب ارتفاعاً سريعاً لمعدلات السكر في الدم، وبهذا فهو مناسب لاستعادة الطاقة بعد التمارين الرياضية أو للشخص المتعرض لنقص السكر في الدم.
التأثير السكري للغذاء يعتمد على عدة عوامل مثل نوع النشا الاميلوزمقابل الاميلوبكتين الاحتواء/الانحباس المادي لمركبات النشا في الطعام، محتوى الدهون والبروتينات في الغذاء، والأحماض العضوية أو أملاحها في الغذاء، – إضافة الخل على سبيل المثال من شأنه أن يخفض مؤشر الجهد السكري، وجود الدهون أو الألياف الغذائية المذابة يمكن أن يبطئ من معدل تفريغ المعدة، وبالتالي خفض مؤشر الجهد السكري، بشكل عام الخبز الخشن ذو الحبوب يحتوي على كميات أكبر من الألياف وله قيمة مؤشر جهد سكري أقل من الخبز الأبيض، ومع ذلك معظم الخبز مصنوع من 100% من القمح الكامل أو دقيق القمح الكامل له مؤشر جهد سكري لا يختلف عن سويداء الخبز الأبيض فقط. العديد من الخبز الأسمر معالج بالانزيمات لتلين القشرة مما يجعل النشا ذا مؤشر جهد سكري مرتفع.
عند إضافة الدهون أو البروتين سوف تنخفض الاستجابة السكرية للوجبة لكن الاختلاف يبقى نسبياً، ومع ذلك مع الإضافات أو دونها يبقى منحنى السكر في الدم مرتفع بعد تناول خبز مؤشره مرتفع مقارنة بتناول خبز مؤشره منخفض مثل خبز الأرز.
يكون مؤشر الجهد السكري للفواكه والخضروات منخفض. يتم تطبيق مؤشر الجهد السكري للغذاء الذي يعتمد اختباره على استهلاك الشخص لكمية 50 غم من الكربوهيدرات المتوفرة(بحاجة إلى مصدر)، لكن العديد من الفواكه والخضراوات تحتوي على أقل من 50 غم من الكربوهيدرات المتوفرة في الحصة الواحدة. (ليس البطاطس، أو البطاطس الحلوة، أو الذرة). أما الجزر فكان بالأصل وعلى سبيل خاطئ مذكور على أن مؤشر الجهد السكري له مرتفع. و ذكر أن المشروبات الكحولية لديها مؤشر منخفض، لكن ذكرت الجعة في بداية الأمر على أن مؤشر الجهد السكري لها معتدل لوجود المالتوز، وقد نفي هذا الأمر من قبل المتخصصين في مجال المشروبات وقالوا أن كل سكر المالتوز يستهلك في عملية التخمير، وأن الجعة المعبأة قد لا تحتوي على المالتوز أو تحتوي على القليل منه، وقد أظهرت الدراسات الحديثة بأن استهلاك مشروب كحولي قبل الوجبة يقلل مؤشر الجهد السكري بحوالي 15%، استهلاك معتدل للكحوليات قبل الاختبار بأكثر من 12 ساعة لا يؤثر على مؤشر الجهد السكري.
العديد من الوجبات الغذائية الحديثة تعتمد على مؤشر الجهد السكري، بما في ذلك حمية ساوث بيتش، التحولات من السوق الأمريكية والنظام الغذائي والحمية الغذائية. لكن أشار آخرون إلى أن الأطعمة التي تعتبر غير صحية عموماً ما يكون مؤشر الجهد السكري لها منخفض، على سبيل المثال، كعكة الشوكولا (مؤشر الجهد السكري 38)، المثلجات (مؤشر الجهد السكري 37)، أو الفركتوز- سكر الفاكهة النقي (مؤشر الجهد السكري 19)، في حين أن الأطعمة مثل البطاطس والأرز مؤشرها السكري حوالي الـ 100 لكنها تؤكل عادة في بعض البلدان ذات معدلات منخفضة من مرض السكري.
برنامج رمز مؤشر الجهد السكريGI هو برنامج ترخيص عالمي مستقل يساعد المستهلكين على تحديد الأطعمة والمشروبات ذات مؤشر جهد سكري منخفض. يوجد الرمز على الأطعمة أو المشروبات التي تم اختبارها وفقاً للمقاييس، وتتناسب مع ترخيص معايير مؤسسة الجهد السكري GI باعتبار الأطعمة خيار صحي ضمن مجموعة الغذاء، لذلك فهي أيضاً أقل في الكيلوجول والدهون أو الأملاح.

## السيطرة على الوزن
توفر البحوث الحديثة على الحيوانات أدلة ثبوتية على أن الكربوهيدرات ذات مؤشر جهد سكري مرتفع مرتبطة مع زيادة خطر السمنة. في إحدى الدراسات، تم تقسيم ذكور الفئران إلى مجموعات مؤشر جهد سكري مرتفع ومؤشر جهد سكري منخفض لمدة تزيد عن 18 أسبوع مع المحافظة على متوسط وزن الجسم، الفئران التي تغذت على أطعمة مؤشر جهدها السكري مرتفع كانت أبدن بنسبة 71% وأقل بنسبة 8% من كتلة الجسم من دون الدهون مقارنة بالتي تغذت على أطعمة مؤشرها السكري منخفض، وكانت مستويات السكر والأنسولين بعد تناول الوجبات مرتفعة بنسبة ملحوظة، أما الدهون الثلاثية في الدم فكانت أكبر بثلاثة أضعاف لدى الفئران التي تغذت على أطعمة مؤشر الجهد السكري المرتفع، إضافةً إلى ذلك، فإن خلايا جزيرة البنكرياس تعرضت إلى «تغير غير منظم في شكلها الخلوي وتليف واسع النطاق». ومع ذلك فإن مؤشر الجهد السكري لهذا النظام الغذائي لم يكن قد اختبر وتحدد عملياً. في دراسة تغذية منظمة لم يكن هنالك تحسين ملحوظ في فقدان الوزن مع الأطعمة ذات مؤشر جهد سكري منخفض مقارنة بتحديد السعرات الحرارية. نشا الذرا ذو الاميلوز المرتفع يحتوي على كميات كبيرة من النشا المقاوم، غير قابل للهضم أو الامتصاص كجلوكوز، فيسبب استجابة قليلة للسكر في الدم مع إمكانية اتسام التأثيرات الإيجابية إلى خفض كثافة الطاقة وتخمير المنتجات من النشا المقاوم عوضاً عن مؤشر الجهد السكري. (بحاجة لمصدر).
أظهرت دراسة في عام 2012 على الإنسان أنه بعد فقدان الوزن، فإن استهلاك الطاقة هو أعلى على مؤشر الجهد السكري المنخفض مقارنة بحمية قليلة الدهون (لكنه أقل مقارنة بحمية الاتكينز). انظر أيضا التغطية الإخبارية وردود الأفعال من باحثين آخرين مختصين في السمنة.

## الوقاية من الأمراض
أظهرت العديد من خطوط مجالات الأدلة العلمية أن الأشخاص الذين اتبعوا حمية مؤشر جهدها السكري منخفض على مدار سنوات عديدة كانوا بشكل ملحوظ أقل خطراً لتعرضهم لمرض السكري النوع الثاني، وأمراض القلب التاجية، والضمور البقعي المرتبط بالسن وغيرها. مستويات مرتفعة للسكر في الدم أو ارتفاعات متفرقة بعد تناول الوجبة من الممكن أن يعزز هذه الأمراض عن طريق زيادة الإجهاد السكريglycative stress، وزيادة جهد الأكسدة في الأوعية الدموية، وأيضاً بزيادة مباشرة في مستويات الأنسولين. الإجهاد السكري يصنع حلقة مفرغة من ارتباط البروتين بالغليكوزيل، التأثير والتعديل على البروتينات بمسار اليوبيكويتين، ومسارات البلعمة الذاتية، وبذلك يؤدي إلى ازدياد محسن من البروتينات السكرية والبروتينات المهملة.
في الماضي اعتبرت زيادة نسبة السكر في الدم بعد الوجبات كخطر أساسي مرتبط بالسكري، لكن الأدلة الحديثة تظهر أنه من الممكن أن يكون كخطر تصلب الشرايين في الأشخاص غير المصابيين بالسكري، وأن الحميات التي مؤشر جهدها السكري مرتفع، ومستويات نسبة السكر في الدم المرتفعة، ومرض السكري كلها مرتبطة بأمراض الكلى.
في المقابل هنالك أشخاص في بعض من مناطق البيرو وآسيا يأكلون وجبات ذات مؤشر جهد سكري مرتفع مثل البطاطس وأرز مؤشره مرتفع من دون أن تكون لديهم مستويات عالية من السمنة أو السكري، الاستهلاك المرتفع من البقوليات في أمريكا الجنويبة واستهلاك الفواكهة الطازجة والخضراوات في آسيا من المرجح أن تخفض تأثيرات نسبة السكر في الدم عند هؤلاء الأشخاص، امتزاج وخلط الكربوهيدرات ذات المؤشر المرتفع مع المؤشر المنخفض في الوجبات ينتج عنه قيم مؤشر معتدلة.
دراسة من جامعة سيدني في أستراليا تشير إلى أن تناول وجبة الإفطار المكونة من خبز أبيض وحبوب الإفطار الغنية بالسكر، تعرض الشخص إلى السكري، وأمراض القلب، وحتى السرطان مع مرور الوقت.
وجدت دراسة نشرت في المجلة الأمريكية للتغذية السريرية أن الضمور البقعي المرتبط بالسن للكبار (AMD) الذي يؤدي إلى العمى وجد أن نسبة الإصابة به 42% للأشخاص الذين يتبعون حمية ذات مؤشر جهد سكري مرتفع، واستنتجت أن الحميات ذات مؤشر جهد سكري منخفض من الممكن أن تقضي على 20% من حالات الضمور البقعي المرتبط بالسن.
تدعم جمعية السكري الأمريكية مؤشر الجهد السكري لكن تحذر من أن إجمالي كميات الكربوهيدرات في الغذاء ما زالت أقوى وأهم مؤشر، وأن يحدد كل فرد طريقته الفردية المختصة حتى تعمل على أفضل نحو.
أما المعهد الدولي لعلوم الحياة فقد اختتم في عام 2011 أنه بسبب اختلاف طرق تخفيض الاستجابة لنسب السكر في الدم فهي ليست بنفس التأثير على الصحة، " لقد أصبح من الواضح أن تعديل الاستجابة لنسب السكر في الدم للنظام الغذائي ليست الإستراتيجية الوحيدة القائمة بذاتها بل أنها عنصر من عناصر نظام غذائي وأسلوب حياة متوازن بشكل شامل.
حققت الاستعراضات الشاملة في بعض التجارب البشرية في قدرة النظام الغذائي ذي مؤشر الجهد السكري المنخفض على تحسين نتائج الحمل، وجدت الفوائد الممكنة على الرغم من عدم وجود نتائج ثبوتية في سكر دم الأم أو نتائج الحمل، في هذا الصدد وجد أن النساء ذوات النظام الغذائي منخفض الجهد السكري حققن هدف العلاج المنشود لنسبة السكر في الدم بعد تناول الوجبات وخفضت حاجتهم للعلاج من الأنسولين، ويقدم النظام الغذائي منخفض الجهد السكري منافع أكبر للنساء المصابات بالبدانة أو ازدياد الوزن، وبشكل مثير للاهتمام فقد أظهر أن التدخلات في مرحلة مبكرة من الحمل من الممكن أن تخفض الوزن عند الولادة والترتيب المئوي للرضع لأمهات مصابات بسكري الحمل.

## عوامل أخرى
من الممكن أن يكون تأثير الغرامات اعتماداً على الكمية أكبر وقعاً على نسبة السكر في الدم مقارنة بمؤشر الجهد السكري. من الممكن تقليل نسبة السكر في الدم بأفضل الطرق منها استهلاك سعرات حرارية أقل، وفقدان الوزن، واحتساب الكربوهيدرات. الكربوهيدرات تأثر بشكل كبير على مستويات الجلوكوز، فهنالك تماثل بشكل عام للتأثيرات على نسبة السكر في الدم لصنفين من الأطعمة بنفس المحتوى من الكربوهيدرات، الأطعمة ذات مؤشر جهد سكري منخفض من الممكن أن يكون لديها محتوى كربوهيدرات عالي أو منخفض وهذا يعزى للحِمل السكري (GL). استهلاك كربوهيدرات ذات مؤشر جهد سكري منخفض وحساب كمية الكربوهيدرات المستهلكة من شأنه أن ينتج مستويات أكثر ثباتاً/استقراراً لنسب السكر في الدم.

## الانتقادات والبدائل
لا يأخذ مؤشر الجهد السكري عوامل أخرى في عين الاعتبار إلى جانب الاستجابة لنسبة السكر في الدم، مثل استجابة الانسولين التي تقاس بمؤشر الانسولين والتي تكون ملائمة أكثر في تمثيل التأثيرات من بعض محتويات الأطعمة من غير الكربوهيدرات. على وجه الخصوص، شكل منحنى استجابة الجلوكوز مع مرور الوقت من تناول الطعام لا ينعكس على قيم مؤشر الجهد السكري المقابلة؛ لأنه مبني على المنطقة تحت المنحنى. استجابة الجلوكوز يمكن أن ترتفع إلى مستوى مرتفع وتنخفض بسرعة، أو ترتفع أقل علواً لكن تستمر لفترة أطول، وتكون لنفس المنطقة تحت المنحنى. للأشخاص المصابين بالسكري النمط الثاني لا تكون لديهم استجابة الأنسولين، فمعدل ظهور الجلوكوز بعد تناول الطعام يمثل الامتصاص للطعام نفسه. وقد تم عمل نموذج الاستجابة لنسبة السكر في الدم، حيث أن ثوابت النموذج للغذاء تمكن من توقع التأثير المستمر للغذاء مع مرور الوقت على قيم الجلوكوز، وليس مجرد التأثير النهائي الذي يمثله مؤشر الجهد السكري.
رغم أن مؤشر الجهد السكري يقدم بعض اللمحات للخطر النسبي للسكري ضمن مجموعات غذائية معينة، إلا أنه يحتوي على العديد من التصنيفات البديهية. وتشمل الاقتراحات منها أن الخبز بصفة عامة لديه تصنيف عالي لنسبة السكر في الدم مقارنة بالسكر، وأن بعض البطاطس لديها نسبة السكر في الدم أكثر من الجلوكوز، وبشكل ملحوظ أكثر فالدراسات مثل دراسة قام بها بازونو تظهر أثر واضح لتأثيرات الفاكهة المفيدة للسكري مقارنة بالتأثير الضار الكبير لعصير الفاكهة على الرغم من تقارب انخفاض قيم مؤشر الجهد السكري .
تتمثل السمة الفارقة من منحنيات جلوكوز الدم التي مثلها براند ميلر بين متوسط جلوكوز الفاكهة وجلوكوز عصير الفاكهة، أن الانحدار الأقصى من الحافة الأمامية 4.38 mmol·L-1·h-1 للفاكهة و 6.71 mmol·L-1·h-1 لعصير الفاكهة. وهذا يثير مفهوم أن معدل الزيادة في نسبة السكر في الدم قد يكون عامل مؤثر بشكل خاص عند مقارنة السوائل إلى المواد الصلبة مع مرور الوقت وبالتالي مساحة أكبر بطبيعتها تحت منحنى نسبة السكر في الدم.